# Josef Achmann
Josef Achmann (* 26. Mai 1885 in Regensburg; † 25. Oktober 1958 in Schliersee) war ein deutscher Maler und Grafiker.

## Leben
Josef Achmann wuchs in Regensburg als Sohn eines Hafnermeisters auf. 1906 begann er seine künstlerische Ausbildung in München an der Westenrieder Kunstschule bei Hans Fleischmann; zum Sommersemester 1907 wechselte er an die Akademie der bildenden Künste. 1908–11 hatte er ein eigenes Atelier in Regensburg (im sog. Runtingerhaus, einer mittelalterlichen Patrizierburg), 1912–14 hielt er sich zu Studien in Paris auf. 1917 folgte in München eine gemeinsame Ausstellung mit George Grosz, Max Pechstein und Erich Heckel.
Von 1919 bis 1921 gab Achmann zusammen mit dem Dichter Georg Britting die expressionistische Zeitschrift Die Sichel heraus. Eine Hommage an diese Zusammenarbeit ist das Ölbild Die Brennsuppenesser (1919), mit einer Sichel im Hintergrund.
Von 1933 bis 1935 konnte Achmann an fünf Ausstellungen teilnehmen. Nach 1935 erhielt er Ausstellungsverbot; seine Gemälde wurden aus öffentlichen Galerien entfernt. Von 1940 bis zu seinem Tod lebte er in Schliersee.
Achmann war mit der Schauspielerin Magda Lena (eigtl. Magdalena von Perfall, 1883–1940; Tochter von Anton von Perfall) verheiratet. Sie war am Münchner Residenztheater engagiert und leitete eine private Schauspielschule; zu ihren Schülern zählten Hans Baur und Peter Pasetti.
2017 wurde eine Dissertation (mit Werkverzeichnis) über die graphischen Arbeiten Achmanns am Kunsthistorischen Institut der Universität Regensburg digital publiziert.

## Ehrungen
- 1949 Förderpreis für Bildende Kunst der Landeshauptstadt München
- 1950 Albertus-Magnus-Medaille der Stadt Regensburg